# Delopleurus parvus
Delopleurus parvus är en skalbaggsart som beskrevs av Sharp 1875. Delopleurus parvus ingår i släktet Delopleurus och familjen bladhorningar. Inga underarter finns listade i Catalogue of Life.